# Pompeo Diobono
Pompeo Diobono (Milano, prima metà del XVI secolo – seconda metà del XVI secolo) è stato un ballerino italiano attivo nel XVI secolo.

## Biografia
Non si sa concreto il luogo e la data di nascita, anche se gli storici indicano Milano e la prima metà del XVI secolo. Il primo fatto certo su di Pompeo  Diobono è la sua fondazione a Milano, nel 1545, di una scuola di ballo nobile, la cui fama si diffuse presto in Europa.
Poco è noto della vita di Pompeo Diobono. Nato probabilmente a Milano nella prima metà del XVI secolo, fondò una scuola di "ballo nobile" nel 1545, che fu frequentata da numerosi ballerini tra cui Cesare Negri, da cui provengono le poche notizie su di lui, e che divenne famosa in tutta Europa.
Nel 1554 il maresciallo de Brissac, governatore francese in Piemonte, lo inviò in Francia insieme ad altri musicisti. Ivi il re Enrico II lo apprezzò e lo incaricò dell'educazione del secondogenito Carlo duca d'Orléans. La protezione reale proseguì anche coi successivi sovrani Carlo IX ed Enrico III
A Parigi  Pompeo Diobono ebbe "onori e gradi" da Enrico II e fu incaricato dell'educazione fisica e sociale del secondogenito Carlo, duca d'Orléans, ottenendo uno stipendio da ballerino di duecento franchi ed uno da valletto di altri duecento. Pompeo Diobono mantenne l'incarico per circa trenta anni, fino cioè alla fine del regno di Enrico III nel 1589, ed ebbe una pensione di mille franchi, oltre ad altri centosessanta per i vestiti ed ai "gran presenti" che gli furono donati da molti principi.
Fra gli allievi della molto rinomata scuola di danza del Diobono troviamo Baldassarre Baltazarini, Ludovico Paluello, Bernardo Tetoni, Pietro Martire, Francesco Giera, G. P. Ernandez, Martino da Asso e Giovanni Varade.